# Welcome Airport Services

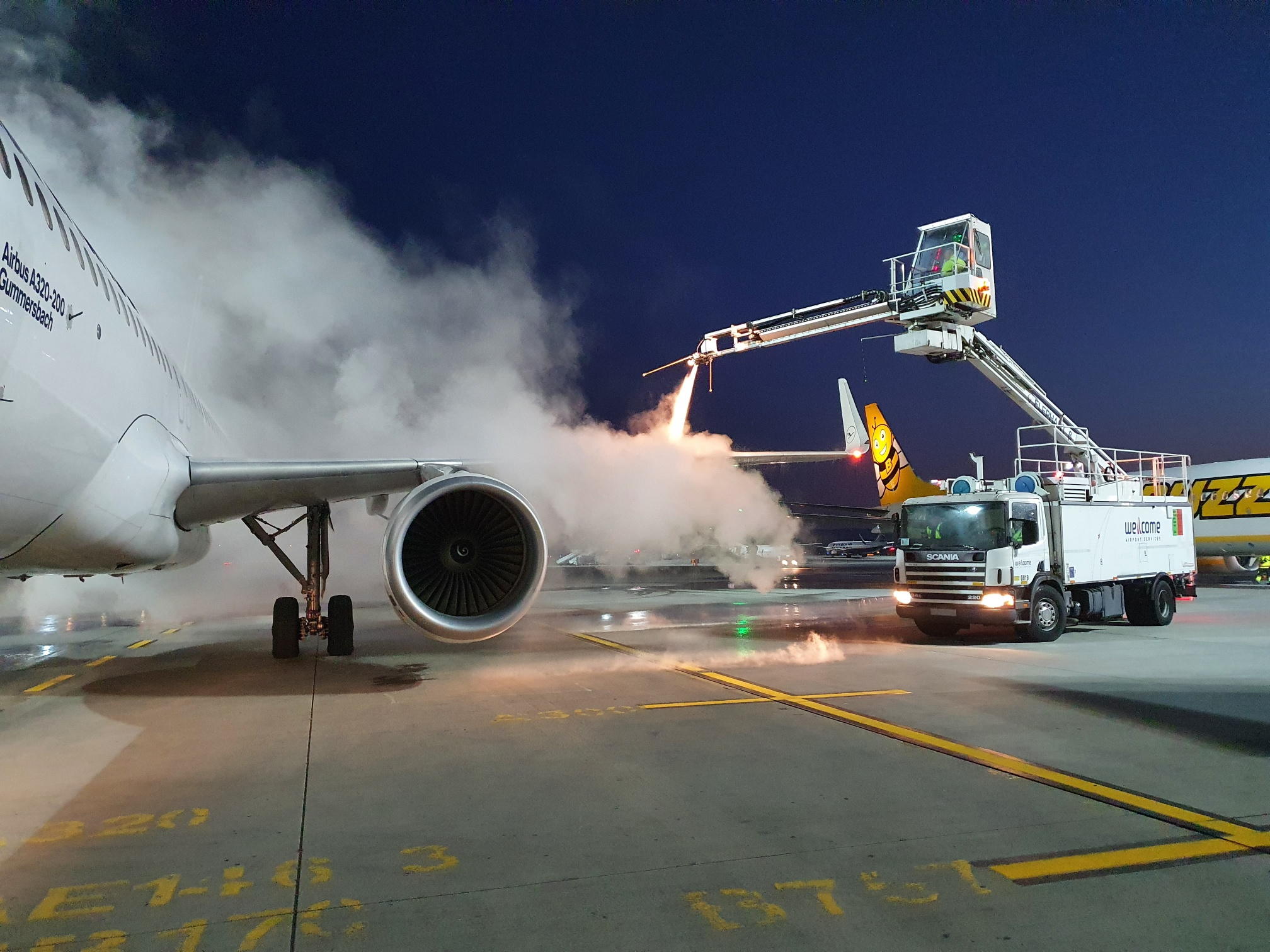
Odladzanie samolotu linii Lufthansa na krakowskim lotnisku Balice

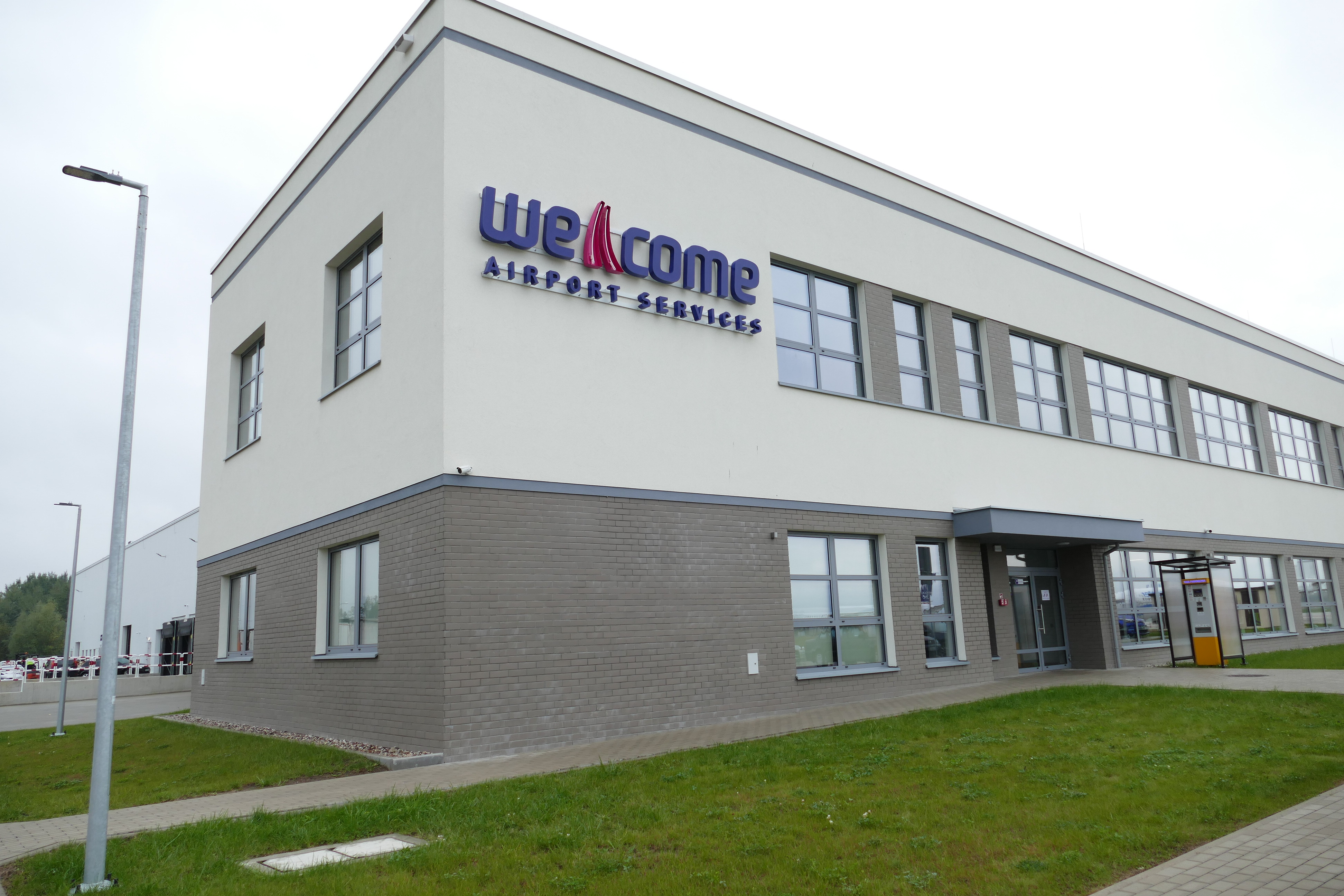
Welcome Cargo w Warszawie.

Welcome Airport Services – spółka powstała z połączenia spółek Warsaw Airport Services (WAS), WAS-KRK Airport Services (LHC), GDN Airport Services, POZ Airport Service oraz SZZ Airport Services.
Welcome Airport Services jest największym agentem handlingowym w Polsce pod względem liczby obsługiwanych linii lotniczych.

## Opis
Początki działania przedsiębiorstwa (spółki macierzystej WAS) sięgają 2001 roku. 
Spółka zatrudnia ponad 2000 pracowników w ośmiu oddziałach na terenie Polski. Jest członkiem Rady Obsługi Naziemnej (Ground Handling Council) Międzynarodowego Zrzeszenia Przewoźników Lotniczych (IATA). Przedsiębiorstwo otrzymało certyfikat ISAGO przyznawany przez tę organizację.
Wyłącznym udziałowcem spółki są Polskie Porty Lotnicze S.A. Od 2024 roku prezesem zarządu spółki jest Piotr Okienczyc.
Spółka ma osiem oddziałów w Polsce i oferuje swoje usługi w następujących portach lotniczych: Lotnisko Chopina w Warszawie, Kraków-Balice, Port lotniczy Gdańsk im. Lecha Wałęsy, Szczecin-Goleniów, Poznań-Ławica, Katowice-Pyrzowice, Warszawa-Modlin i Warszawa-Radom.

## Zakres świadczonych usług[2]

### Obsługa pasażerska
- Sprzedaż biletów lotniczych i zmiany rezerwacji;
- Odprawy biletowo-bagażowe;
- Obsługa w Biurze Zaginionego Bagażu oraz reklamacje bagażowe i poszukiwania zaginionego bagażu;
- Asysta dla osób z ograniczoną sprawnością ruchową, kłopotami ze wzrokiem lub słuchem.

### Obsługa samolotów
- Załadunek i rozładunek samolotu;
- Sortowanie i transport bagażu;
- Transport pasażerów oraz załogi między terminalem a pokładem samolotu;
- Koordynacja operacji i wyważanie samolotów, w tym CLC;
- Serwis wodno – sanitarny;
- Sprzątanie pokładów samolotów.

### Executive Aviation
Welcome oferuje usługi w ramach obsługi lotów specjalnych, samolotów rządowych, wojskowych, prywatnych oraz obsługi VIPów, w tym w szczególności:
- Obsługę samolotów;
- Powitanie i asystę podczas całego procesu obsługi;
- Rezerwacje hotelowe;
- Usługi transportowe do/z lotniska;
- Catering;
- Eskortę przez kontrolę bezpieczeństwa, celną i graniczną;
- Aranżowanie saloników VIP i wjazdu prywatnym samochodem bezpośrednio na płytę postojową samolotu.

### Cargo
Welcome Airport Services ma pięć Oddziałów Cargo – w Warszawie, Krakowie, Lublinie, Szczecinie, Poznaniu oraz Gdańsku. Zakres usług związanych z obsługą frachtu lotniczego uwzględnia pełną obsługę wszystkich rodzajów towarów, w tym ładunków niebezpiecznych (DGR), przesyłek wartościowych (VAL) i łatwo psujących się (PER).